# Línia C del RER de l'Illa de França
La línia C de l'RER, més sovint anomenada simplement RER C, és una línia de la réseau express régional d'Île-de-France que travessa l'àrea metropolitana de París, amb nombroses ramificacions. Enllaça a l'oest Pontoise (ramal C1), Versailles - Rive Gauche (ramal C5) i Saint-Quentin-en-Yvelines (ramal C7) d'una part, i al sud Massy-Palaiseau (ramal C2), Dourdan (ramal C4) i Saint-Martin d'Étampes (ramal C6), així com Versailles — Chantiers (ramal C8) per un traçat quasi circular, passant pel cor de París.
Oberta per etapes de 1979 al 2000, la línia C és amb 187 quilòmetres la segona línia més llarga de la xarxa. Veu circular quotidianament 531 trens, i transporta 490.000 viatgers, és a dir 100.000 més que el conjunt dels vuit-cents TGV francesos. Completament explotada per la SNCF, posseeix nombroses estacions, en particular a París intramurs, allò que, combinat en una infraestructura generalment antiga, la fa poc eficient en els seus trams parisencs. Donant servei a monuments i museus, és la línia de l'RER més freqüentada pels turistes, que representen un 15% de la seva clientela. És de lluny la més difícil d'explotar amb les seves nombroses branques: el menor problema sobre una de les seves branques pot pertorbar el trànsit sobre el tronc comú.